# Lles
Lles ou Lles de Cerdanya est une station de ski de fond des Pyrénées espagnoles située dans la province de Lérida en Catalogne.